# 凱西維爾 (伊利諾伊州)
凱西維爾（英語：Caseyville）是位於美國伊利諾伊州聖克萊爾縣的一個村落。

## 地理
凱西維爾的座標為38°37′59″N 90°01′58″W / 38.63306°N 90.03278°W，而該地最高點為海拔高度128米（即420英尺）。

## 人口
根據2010年美國人口普查的數據，凱西維爾的面積為19.11平方千米，當中陸地面積為18.70平方千米，而水域面積為0.41平方千米。當地共有人口4245人，而人口密度為每平方千米222人。